# PostSecret

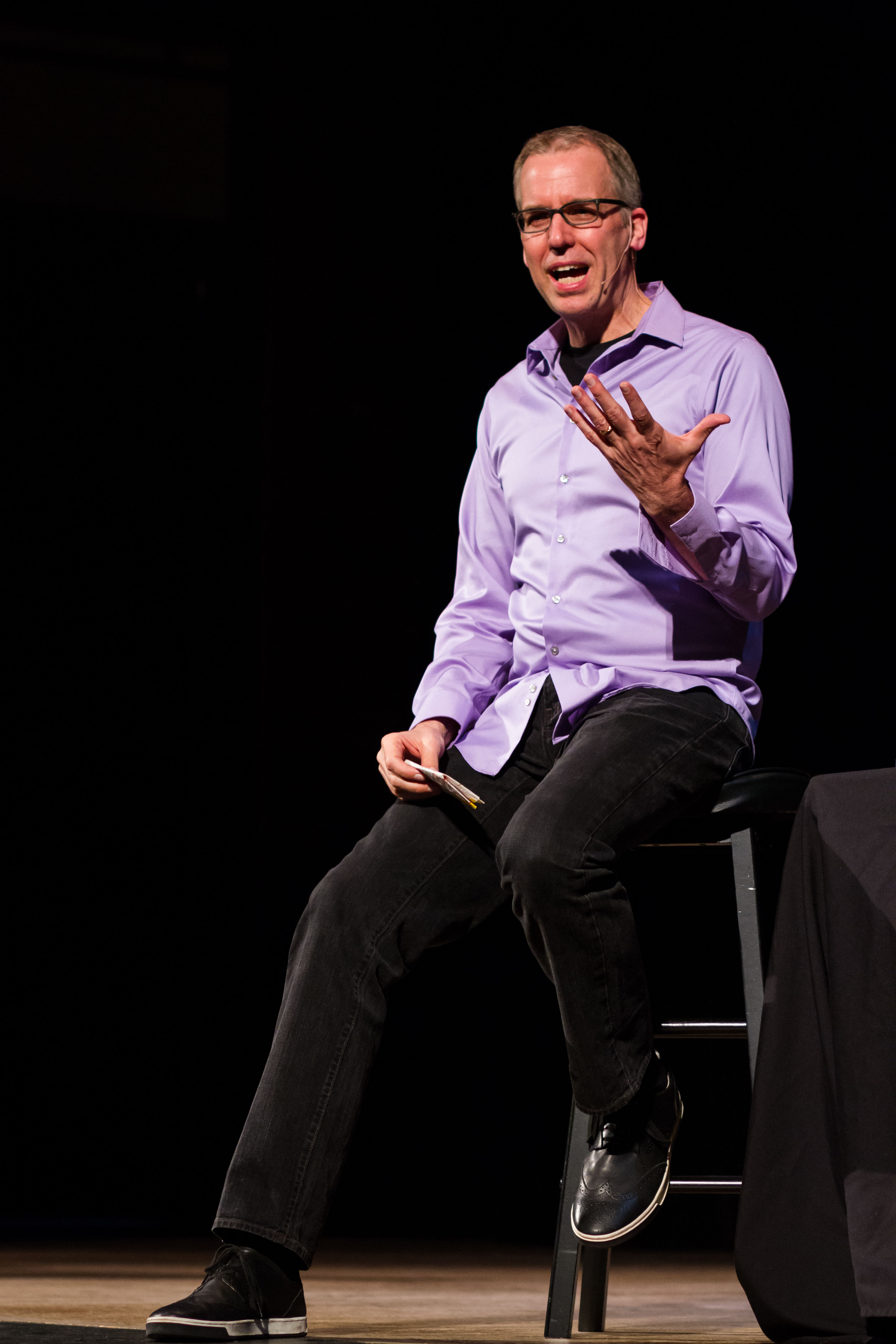
Frank Warren, organisateur du projet PostSecret

PostSecret est un projet artistique collaboratif organisé par Frank Warren, né à la fin de l'année 2004. L'artiste se propose de recevoir des cartes postales dans lesquelles les expéditeurs dévoilent anonymement un secret personnel. Ces cartes sont ensuite exposées chaque semaine sur un site internet de type blog.

## Règles
Frank Warren appelle chaque personne intéressée à témoigner d'un secret personnel jusque-là jamais dévoilé. Ce témoignage prend la forme imposée d'une carte postale de format courant (10x15 cm), envoyée anonymement par le réseau postal classique. Les documents adressés par voie électronique, tels que des cartes postales numérisées, ne sont pas acceptés. Frank Warren expose ensuite chaque dimanche sur son site internet une sélection de 15 à 20 nouvelles cartes parmi la centaine de cartes reçues quotidiennement. 
Les cartes expédiées sont des cartes postales vendues dans le commerce et personnalisées par leur auteur (en y écrivant, en y dessinant, en y ajoutant une photo), ou des cartes conçues en totalité par l'expéditeur.
Les participants devenus artistes pour l'occasion sont invités à suivre les conseils suivants pour que leur secret soit au mieux représenté :
- Être bref - le moins de mots possible ou les plus parlants.
- Être lisible - utiliser des lettres de grande taille, nettes et épaisses.
- Être créatif - Laisser la carte être un support, un cadre d'expression.

Au-delà de ces recommandations, Frank Warren n'impose pas de contrainte sur le contenu qui lui est adressé. Il invite le lecteur à évoquer des sentiments de regret ou d'espoir, à témoigner d'évènements drôles ou dramatiques, d'actes de bonté, de rêveries, de croyances, de désirs ou de peurs...

## Audience
Le site a rapidement gagné en popularité et reçoit 3 à 4 millions de visites mensuelles. À titre d'exemple, le trafic cumulé est passé de 28 millions de visites à la mi-avril 2006, à près de 34 millions à la mi-juin 2006, et plus de 55 millions fin 2006. Trois ans après l'ouverture officielle du site, Frank Warren annonçait une audience cumulée de plus de 100 millions de visiteurs.

## Œuvres dérivées
Plusieurs livres édités par Frank Warren regroupent des choix de cartes postales publiées ou non sur le site. Ils sont parus aux éditions Harper Collins/Regan Books : 
- PostSecret: Extraordinary Confessions from Ordinary Lives  (ISBN 0-06-089919-0)
- My Secret: A PostSecret Book  (ISBN 0-06-119668-1)
- The Secret Lives of Men and Women: A PostSecret Book  (ISBN 0-06-119875-7)
- A Lifetime of Secrets  (ISBN 0061238600)
- Postsecret: Confessions on Life, Death, and God  (ISBN 0061859338)

Le projet fait également l'objet d'expositions itinérantes aux États-Unis depuis 2005.

## Version française
La version française de PostSecret a été lancé en octobre 2007 sous le nom PostSecretFrance

## Projets satellites
Postsecret a inspiré plusieurs projets à la philosophie comparable, reposant sur la participation libre et anonyme des internautes, et basé sur l'envoi de documents numériques seulement :
- LeConfessionnal propose depuis 2004 aux internautes francophones de se confesser anonymement. Les visiteurs du site peuvent également commenter les confessions.
- VeryLiberating, démarré mi-2006, autorise la publication de photos anonymes.
- LivejournalSecret est un projet populaire dans lequel la publication est quotidienne et sans restriction sur la forme du document électronique.
- Musicsecret est la version musicale de LivejournalSecret.
- Notmysecrets.com encourage les visiteurs à poster les secrets d'autres personnes
- Group hug publie des confessions anonymes recueillies par un simple formulaire électronique.
- Show My Secret publie des secrets recueillies par SMS envoyés par des anonymes.

## Liens
- Site officiel
- Site officiel
- PostSecretFrance